# Discodermia laevidiscus
Discodermia laevidiscus är en svampdjursart som beskrevs av Carter 1880. Discodermia laevidiscus ingår i släktet Discodermia och familjen Theonellidae. Inga underarter finns listade i Catalogue of Life.